# Espíndola (canton)
Pour les articles homonymes, voir Espíndola.
Espíndola est un canton d'Équateur situé dans la province de Loja.